# Korčula
Korčula (em italiano:  Curzola, em grego:  Κόρκυρα Μέλαινα, Kòrkyra Melaèna, em latim: Corcyra Nigra, Korkyra Melaina) é uma ilha da costa dálmata na Croácia. Localizada no mar Adriático, a ilha de Korčula tem 279 km² de área e pouco mais de 17 mil habitantes (2001).
Chamada de joia da Dalmácia, a ilha de Korčula é dividida na localidades de Korčula, Vela Luka, Blato, Lumbarda, Racisce, Kneže, Zrnovo, Pupnat, Čara, Smokvica, Orebic, Loviste, Viganj e Trpanj. Administrativamente, pertence ao condado de Dubrovnik-Neretva, cuja capital é a cidade de Dubrovnik.
A ilha também é considerada terra natal do explorador veneziano Marco Polo. 